# حديث الراية

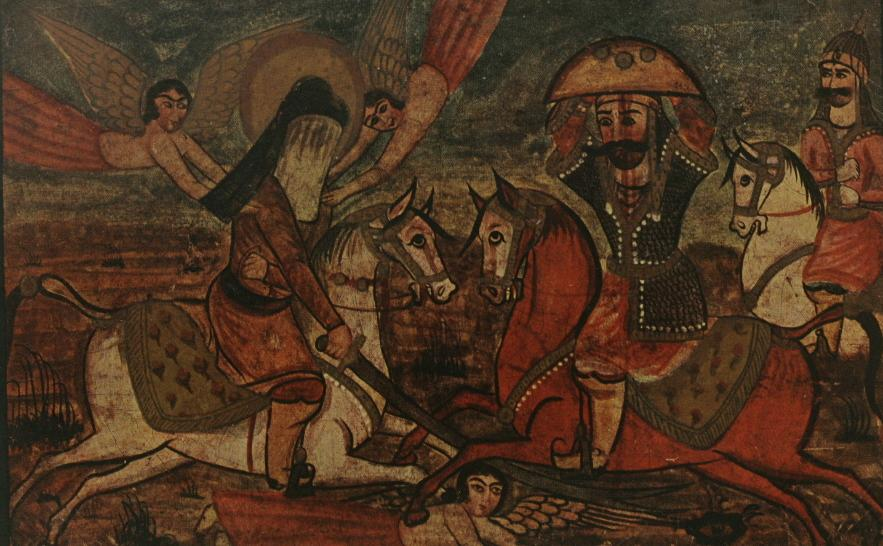
معركة خيبر

حديث الرایة ، حديث مروي عن النبي في شجاعة و شهامة علي بن أبي طالب في غزوة خيبر. يستدل به علماء ومتكلمو الشيعة على تقديم وأفضلية علي على من سواه.

## فقه الرواية
قد نُقلت هذه الرواية من مختلف الرواة بأسانيد وألفاظ متعددة، فهنا نذکر بعضها:

### بعض رواة الرواية
قد روی هذه الرواية بعض من صحابة النبي محمد منهم:
- عمر بن الخطاب.[1]
- عائشة بنت أبي بكر.[2]
- عبد الله بن عباس وأنس بن مالك.[3]
- جابر بن عبد الله الأنصاري.[4]

### من أسانيد الرواية
- ذکرها البخاري عن طريقين:

1. حدثنا عبد الله بن مسلمة، حدثنا حاتم، عن يزيد بن أبي عبيد، عن سلمة...إلخ و
2. حدثنا قتيبة بن سعيد، حدثنا يعقوب بن عبد الرحمن، عن أبي حازم، قال: أخبرني سهل بن سعد...إلخ.

- وکذلك مسلم النيسابوري بهذا السند: حدثنا قتيبة بن سعيد ومحمد بن عباد - وتقاربا في اللفظ - قالا: حدثنا حاتم - وهو ابن إسماعيل - عن بكير بن مسمار، عن عامر بن سعد بن أبي وقاص، عن أبيه...إلخ.[5]

## نَصُّ الرواية
- عن مالك بن أنس عن ابن عمر عن عمر بن الخطاب قال: قال رسول الله يوم خيبر:

«لأعطينَّ الراية غداً رجُلا يحبّ الله ورسوله ويُحبّه الله ورسوله كرَّار غير فرَّار يفتح الله عليه، جَبرئيل عن يمينه وميكائيل عن يساره» .
فبات المسلمون كلّهم يَستشرفون لذلك، فلمّا أصبَحَ قال: «أين علي بن أبي طالب؟» قالوا: أَرمد العين .
قال: «آتوني به»، فلمّا أتاه قال رسول الله: «ادنُ منّي» .
فدَنى منه فتفل في عينيه ومسحهما بيده فقام علي بن أبي طالب من بين يديه وكأنهُ لم يرمَد، وأعطاه الراية، فقَتَل مرحب وأخذ مدينة خيبر .
- روى الشيخ المفيد، عن سعد بن أبي وقاص: بعث رسول الله محمد برايته إلى خيبر مع أبي بكر فردها، فبعث بها مع عمر فردها، فغضب رسول الله وقال: «لأعطين الراية غداً رجلاً يحبه الله ورسوله ويحب الله ورسوله ، كراراً غير فرار، لا يرجع حتى يفتح الله على يديه» قال: فلما أصبحنا جثونا على الركب فلم نره يدعو أحداً منا، ثم نادى «أين علي بن أبي طالب؟» فجيء به وهو أرمد، فتفل النبي في عينه وأعطاه الراية، ففتح الله على يديه.[6]

## الرواية بألفاظ أخرى
ذكرت الروايات أن النبي قال بعد فرار المهاجرين والأنصار:
- «لأعطين الراية غداً رجلاً يحب الله ورسوله، ويحبه الله ورسوله».[7][8][9][10][11]
- «ليس بفرار».[12][13][14][15]
- «كرار غير فرّار».[16][17]
- «لا يرجع حتى يفتح الله عليه».[18][19]
- «يفتح الله على يديه».[17]
- «لا يولي الدبر، يفتح الله عليه».[18]